# 徐昕泉
徐昕泉（1971年—）是一位中国企业家、工程师。

## 生平
1971年出生在黑龙江，1989年以黑龙江省高考状元身份考入清华大学。1990年，被公派到俄罗斯莫斯科国立鲍曼工程学院。1996年至2005年，担任华为集团独联体片区副总裁，创建并主管营销。当初俄罗斯市场已经被爱立信、西门子公司等占据市场份额，华为推行业务如履薄冰。1997年，俄罗斯经济陷入低谷，卢布大幅贬值，西门子、阿内卡特、NEC等纷纷撤资，尽管随后华为并无收获，但长期坚持终于在2000年获取回报（拿下乌拉尔电信交换机、莫斯科MTS移动网络）。2001年，华为在俄罗斯实现了超过1亿美元的销售收入。2005年至2006年，他担任华为集团总部GKAM部长，负责创建并运营华为全球大客户管理体系。2007年至2009年，任华为——赛门铁克合资公司副总裁，创建并负责国际业务。2009年至2012年，任华为终端公司CMO、CSO，公司一度考虑将终端公司推行上市。2012年至2014年3月，升任华为终端电商总裁和华为荣耀首任总裁。
因对华为人事安排与电商部门工作考核标准不满，徐昕泉于2014年3月加入京東商城，担任京东集团高级副总裁、京东海外事业部总裁，负责京东国际市场的战略布局及业务拓展。2016年5月，加盟乐视，创建乐视俄罗斯及东欧公司，担任乐视集团俄罗斯及东欧地区总裁。